# Sergio Paese
Sergio Paese (ur. 15 grudnia 1975 roku w Kurtybie) – brazylijski kierowca wyścigowy.

## Kariera
Paese rozpoczął karierę w wyścigach samochodowych w 1994 roku od startów w Pucharze Narodów Formuły Opel Lotus. Został tam sklayfikowany na piętnastej pozycji w klasyfikacji generalnej. W późniejszych latach pojawiał się także w stawce Brazylijskiej Formuły Chevrolet, Południowoamerykańskiej Formuły 3, Formuły 3000, CART PPG/Firestone Indy Lights Championship oraz Stock Car Brasil.
W Formule 3000 Brazylijczyk wystartował w trzech wyścigach sezonu 1996 z włoską ekipą Draco Engineering. Nigdy jednak nie dojechał do mety.